# Guyot (månekrater)
Guyot er et nedslagskrater på Månen. Det befinder sig på den nordlige halvkugle på Månens bagside og er opkaldt efter den schweizisk fødte, amerikanske geograf og geolog Arnold H. Guyot (1807-1884).
Navnet blev officielt tildelt af den Internationale Astronomiske Union (IAU) i 1970. 

## Omgivelser
Guyotkrateret er kun adskilt fra Kostinskiykrateret mod nordøst af nogle få kilometer ujævnt terræn. Mod vest-sydvest ligger Lobachevskiykrateret og mod øst-sydøst ligger Ostwaldkrateret.

## Karakteristika
Guyot er et nedslidt og eroderet krater, hvis ydre rands form er blevet noget forandret af nedslag i nærheden. Adskillige småkratere ligger langs randen og siderne. Kraterbunden er ligeledes mærket af nedslag, blandt andet af et eroderet krater, som ligger i dens nordvestlige del.

## Satellitkratere
De kratere, som kaldes satellitter, er små kratere beliggende i eller nær hovedkrateret. Deres dannelse er sædvanligvis sket uafhængigt af dette, men de får samme navn som hovedkrateret med tilføjelse af et stort bogstav. På kort over Månen er det en konvention at identificere dem ved at placere dette bogstav på den side af satellitkraterets midte, som ligger nærmest hovedkrateret. Guyotkrateret har følgende satellitkratere:
| Guyot | Længde  | Bredde   | Diameter |
| ----- | ------- | -------- | -------- |
| J     | 8,3° N  | 119,6° Ø | 14 km    |
| K     | 8,3° N  | 118,7° Ø | 14 km    |
| W     | 14,0° N | 115,5° Ø | 21 km    |

## Måneatlas
- Billeder af Guyotkrateret i LPI-måneatlasset
- USGS-kort